# Pingasa rubicunda
Pingasa rubicunda är en fjärilsart som beskrevs av W. Warren 1894. Pingasa rubicunda ingår i släktet Pingasa och familjen mätare. Inga underarter finns listade i Catalogue of Life.

## Bildgalleri

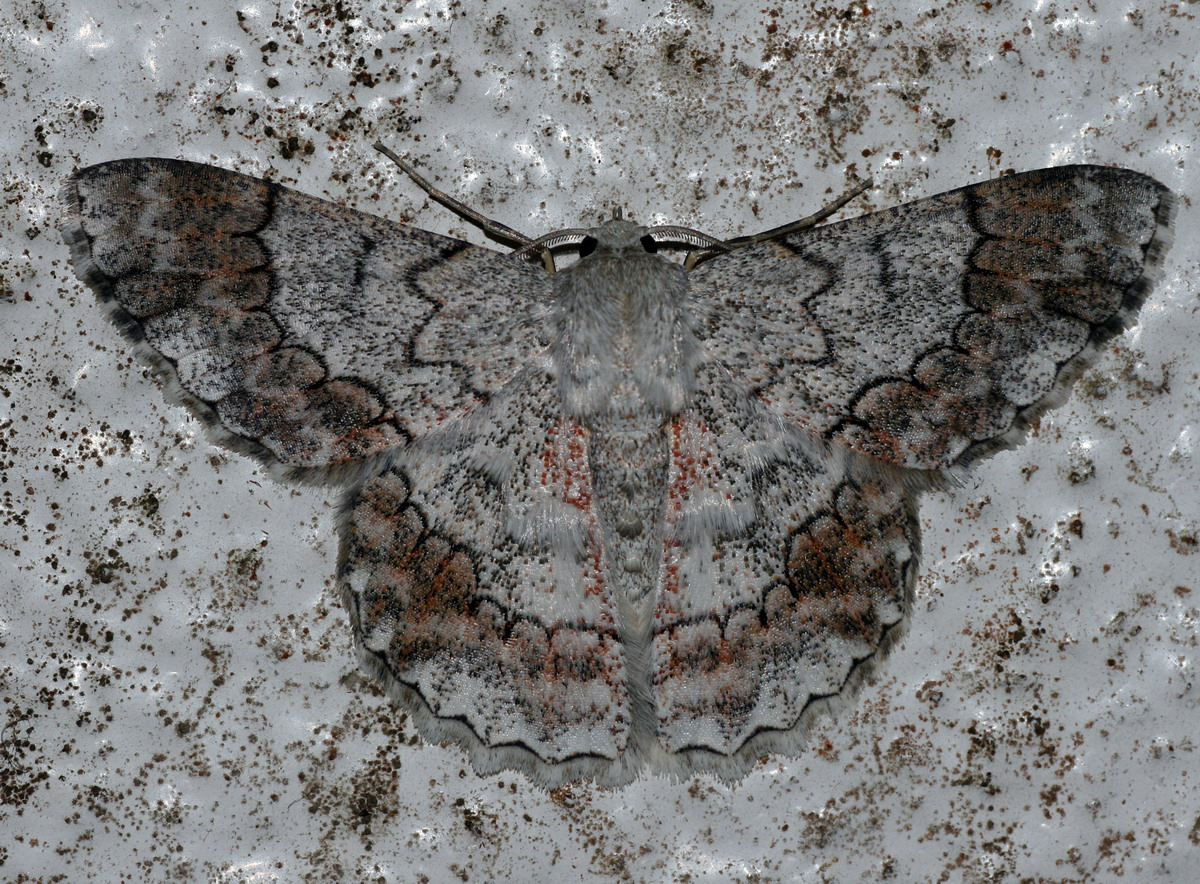